# 導演好了沒
導演好了沒（英語：Is The Director Ready?，原名“在不瘋狂就等死”），是台灣素人組成的短片團體，於Facebook、Youtube、微博、抖音發表以搞笑、戲劇化演出的影像作品。創辦人兼執行長李國瀧於2014年3月13日創立团体“在不瘋狂就等死”，并在10月20號開始經營Youtube。
李國瀧（又称二老板）创立经纪公司“狂人娱乐”来管理“在不瘋狂就等死”。2020年3月11日游否希领军的“在不瘋狂就等死”跟狂人娛樂解約；团体解散，但频道名改为“導演好了沒”，由游否希自己主持。

## 團員資料

### 在不瘋狂就等死現任團員
| 藝名（中/英文） | 本名   | 生日     | 職位 | 其他子頻道 |
| 游否希UFC       | 游育瑄 | 79/03/17 | 團長 | 希老闆日常 |
| 小花朵          |        |          |      |            |

### 狂人娛樂(在不瘋狂就等死前團員)
| 藝名（中/英文） | 本名   | 生日  | 職位 | 其他子頻道       |
| 貝可儀Becky     | 黃凱琪 | 05/04 | 團員 |                  |
| 巴巴烙Parker    | 毛祁生 | 10/28 | 團員 | 攝攝放題、巴巴烙 |
| 合作夥伴        |        |       |      |                  |
| 阿得Saint       | 許振得 | 07/19 |      | 尬酒螺仔         |

### 已退出在不瘋狂就等死及狂人娛樂
| 藝名         | 本名   | 退團日期       |
| ------------ | ------ | -------------- |
| 瑄瑄         | 吳瑄   |                |
| 蛋蛋         | 劉濬銘 | 2016年12月1日  |
| 心懸         | 麥景堯 | 2017年2月8日   |
| 子傑         | 洪子傑 |                |
| 皮皮         | 陳品熙 |                |
| 本本         | 江佑真 | 2018年10月5日  |
| 洛克         | 阮奕嘉 |                |
| 古拉         | 甘儇儒 |                |
| 亞亞         | 鄭雅云 | 2019年11月15日 |
| 比熊         | 陳又禎 | 2020年1月1日   |
| 唐婷婷、小圓 | 唐羽玥 | 2020年3月11日  |
| 本燙         | 陳信彰 | 2020年3月29日  |
| 草爺         | 江治緯 |                |

## 團體簡歷

### 2014年
游否希以手機錄影紀錄生活短片，並創立粉絲團「在不瘋狂就等死」。粉絲團創立後，因其《GPS導航系列》被網友大量轉發而走紅。粉絲團名稱被網友告知有錯別字「再」，編輯時因臉書須提供證明文件才能更改名稱，因此作罷，此錯誤也成了其特色。

### 2015年
- 2015年8月唐婷婷正式加入，年紀爲16歲。
- 2015年9月，藝人許振得加入狂人娛樂。

### 2016年
- 2016年7月，巴巴烙(本名：毛祁生) 從美國回來，並加入了「在不瘋狂就等死」。
- 本燙加入「在不瘋狂就等死」。

### 2017年
- 2017年2月，否希想走更多元的風格[4]，所以在臉書徵選了原住民演員。
- 2017年3月，狂人娛樂正式和M17集團合作巔瘋娛樂[5]。
- 2017年10月16日巔瘋娛樂於台北市光復北路137號開幕營運，在不瘋狂就等死正式進駐。

### 2018年
- 2018年1月30日台灣自媒體社群產業發展協會依據Socialbakers網站數據，從台灣前250名YouTube頻道中(扣掉品牌、媒體、藝人等頻道)，選出網路原生素人頻道「台灣YouTuber Top 50名單」，進入排名，名次為第37名。[6]

- 2018年4月26日

1. 台灣自媒體社群產業發展協會依據Socialbakers網站數據公布「全台Top 50 Facebook紛絲專頁」，在不瘋狂就等死的粉專排行第35名。[7]

### 2019年
- 2019年3月29日在不瘋狂就等死Youtube頻道突破100萬訂閱

### 2020年
- 2020年2月16日，頻道訂閱數從最高峰111萬跌至95萬
- 2020年3月11日，團長游否希與狂人娛樂解約，自行創業，回歸經營在不瘋狂就等死。[誰說的？]
- 2020年4月，海王天璽文化傳媒股份有限公司公開聲明於2020年4月15日併購「在不瘋狂就等死」等四個頻道[8][9]。而后，游否希向海王天璽买回频道「在不瘋狂就等死」，并改名为“导演好了没”。

## 影視作品

### 電影
- 2017年 《最完美的女孩》 游否希、瑄瑄、蛋蛋參與演出。(2017年4月28日上映)
- 2018年 《驚夢49天》婷婷、巴巴烙(本名：毛祁生)參與演出(2020年6月24日上映)。
- 2018年 《練愛iNG》(前稱：《練愛》)古拉參與演出。(2020年3月13日上映)。
- 2018年 《樂園》本燙參與演出。(2019年11月8號上映)。

### MV
- 2018年2月14日撩妹系列主題曲 《叫不醒》 巴巴烙(本名：毛祁生)、亞亞主唱[10]
- 2018年3月29日網路劇《記得你曾說過我愛你》主題曲 《天蠍》 貝可儀、古拉主唱 [11]
- 2019年7月8日含羞草日記去你的台主主題曲《去你的台主》草爺、超艾夾、東區不倒翁主唱 [12]

### 音樂合作MV
- 大臺風樂團 :《今年咱一定會中》 (否希瑄瑄蛋蛋演出)[13]
- 大臺風樂團 :  《偷心大盜》 (瑄瑄蛋蛋演出)[14]
- 張喬菲 : 《9487工具狗》(本燙演出)[15]
- 黃健榮Leo Huang : 《給你自由》  (比熊演出)[16]
- JEN$ZU人四 X Becky 貝可儀 : 《Promise》  (貝可儀演出/演唱)[17]
- 陳零九 : 《人格全分裂》  (在不瘋狂就等死/演出)[18][19]

### 電視劇
- 2017《已讀不回的戀人》 否希、巴巴烙(本名：毛祁生)、姚蕾客串演出。[20][21]
- 2018《女兵日記》 姚蕾演出。
- 2018《女兵日記女力報到》 比熊客串演出[22]

### 網路劇
- 2018年，在《怦然心動備忘錄》中和巴巴烙(本名：毛祁生)、亞亞、本燙、海龜、邱芹、比熊、姚蕾、品葳、小妖客串演出。[23][24]

### 短片
- 2018 《記得你曾說過我愛你》  巴巴烙(本名：毛祁生)、本燙、嘎琳 主演[25]

### TVC
- 2018大天使之劍H5 (巴巴烙(本名：毛祁生)演出))[26]
- 2019封神戰天門 (比熊演出))[27]

### 網路廣告
2016 年 
- Samsung Galaxy S7 三星 簡廷芮 (否希、婷婷演出)。[28]

2017 年
- 熱血江湖(巴巴烙(本名：毛祁生)、本燙、古拉、否希演出)。[29]
- 彈彈堂末日啟示錄(婷婷、巴巴烙(本名：毛祁生)、古拉演出)。[30]
- 王國紀元(阿得演出)。[31]
- 九州·天空城(本燙、巴巴烙(本名：毛祁生)演出)。[32]

2018 年
- 魔法飛球(巴巴烙(本名：毛祁生)演出)。[33]
- 荒野行動(古拉、巴巴烙(本名：毛祁生)、婷婷、貝可儀、本燙、亞亞演出)。[34]
- 三國群英傳-霸王之業(婷婷、亞亞演出)。[35]
- 極無雙(阿得演出)。[36]
- 地下城堡-暗潮(古拉演出)。[37]
- 天使紀元(古拉演出)。[38]
- 天龍八部(巴巴烙(本名：毛祁生)、海龜、本燙、古拉、婷婷、亞亞、姚蕾、比熊、貝可儀、否希演出)。[39]
- 第五人格第一集(巴巴烙(本名：毛祁生)、否希、婷婷、本燙、古拉演出)。[40]
- 信義房屋(古拉、婷婷演出)。[41]

2019 年
- 轉校生(否希、巴巴烙(本名：毛祁生)、亞亞演出)。[42]
- 蜀門(草爺演出)。[43][44][45]
- 荒野亂鬥(否希、草爺、古拉、貝可儀、本燙、演出)。[46]
- 第五人格第二集(否希、巴巴烙(本名：毛祁生)、草爺、超艾夾、亞亞、古拉、本燙演出)。[47]
- 明星三缺一(阿得、草爺、本燙、古拉演出)。[48]
- 妖怪正傳(否希、貝可儀、婷婷、古拉、煙煙、草爺、本燙演出)。[49]
- 萬國覺醒(否希、貝可儀、婷婷、古拉、本燙、巴巴烙(本名：毛祁生)、亞亞、星培演出)。[50]

## 爭議事件
2019年3月，團長游否希在行銷影片中結尾竟說出「澎湖的喜來登，要不是他們花了60萬，我根本就不屑來咧」該影片引起網友撻伐。
2019年12月，前團員古拉與公司「狂人娛樂」解約並宣布退出。4日，古拉於片中指控：前公司存在著有許多不平等待遇，自己的原住民身分受到歧視、揶揄，和遭到冷凍，連薪水也沒隨著公司年收入變高而調薪。